# Leymann Inventory of Psychological Terror
Der schwedische Arbeitspsychologe Heinz Leymann entwickelte den LIPT-Fragebogen. LIPT steht für Leymann Inventory of Psychological Terror.

## Aufbau
Das Instrument führt insgesamt 45 Handlungen auf. Als gemobbt gilt nach dem LIPT eine Person, die mit einer oder mehreren der 45 Handlungen mindestens einmal in der Woche und mindestens über ein Jahr hinweg belästigt worden ist. Diese Handlungen sind in fünf Kategorien aufgeteilt:
1. Angriffe auf die Möglichkeiten zu kommunizieren, z. B. jemanden unterbrechen, anschreien
2. Angriffe auf die sozialen Beziehungen, z. B. jemandem das Gespräch verbieten
3. Angriffe auf Qualität und Perspektiven der Arbeit, z. B. verletzende Kritik an der Arbeit, jemandem sinnlose Aufgaben übertragen oder bewusst überfordern
4. Angriffe auf das soziale Ansehen, z. B. Gerüchte verbreiten, Intrigen spinnen
5. Angriffe auf die körperliche Unversehrtheit und das psychische Wohlbefinden, z. B. jemanden schlagen, sexuell belästigen, beleidigen oder anpöbeln.

## Vollständigkeit der Items
Laut Leymann stammen die 45 Handlungen aus 300 Einzelinterviews in den Jahren 1981 bis 1984. Nachdem 1984 in den Interviews keine weiteren Handlungen zum Vorschein gekommen waren, wurden die Interviews abgebrochen. Insgesamt ergaben sich 45 Items.
Deutsche Wissenschaftler gelangten aufbauend auf zahlreichen Seminaren sowie Gesprächen mit Betriebsräten und Mobbingbetroffenen auf über 100 verschiedene Mobbinghandlungen, ohne Anspruch auf Vollständigkeit zu erheben.